# Príkra
Príkra is een Slowaakse gemeente in de regio Prešov, en maakt deel uit van het district Svidník. Príkra is met 12 inwoners per 1 januari 2021 de kleinste Slowaakse gemeente.

## Bevolking
Op 1 januari 2021 had Príkra slechts 12 inwoners, waarmee het de kleinste gemeente in Slowakije is. Van de bevolking was 75% man (9 personen) en 25% vrouw (3 personen). De gemiddelde leeftijd van de bevolking was 48,9 jaar: de jongste inwoner was een 23-jarige man, terwijl de oudste inwoner een 70-jarige man was. De drie vrouwelijke inwoners waren respectievelijk 45, 55 en 68 jaar oud in 2021.
- 1991 15
Aantal inwoners
- 2001 7
Aantal inwoners
- 2011 8
Aantal inwoners
- 2021 12
Aantal inwoners

- Aantal inwoners

Alle inwoners identificeerden hun eerste etniciteit als etnisch Slowaaks. Daarnaast identificeerden 5 personen hun tweede etniciteit als Roetheens.
|                                          |       |  |       |       |
| 0-9                                      | 0-9   |  | 0%    | 0%    |
| 10-19                                    | 10-19 |  | 0%    | 0%    |
| 20-29                                    | 20-29 |  | 25,0% | 25,0% |
| 30-39                                    | 30-39 |  | 8,3%  | 8,3%  |
| 40-49                                    | 40-49 |  | 16,7% | 16,7% |
| 50-59                                    | 50-59 |  | 16,7% | 16,7% |
| 60-69                                    | 60-69 |  | 25,0% | 25,0% |
| 70-79                                    | 70-79 |  | 8,3%  | 8,3%  |
| 80+                                      | 80+   |  | 0%    | 0%    |
| Bevolking naar leeftijdscategorie (2021) |       |  |       |       |

Van deze 12 inwoners spraken 11 inwoners het Slowaaks als moedertaal - oftewel 91,67% van de totale bevolking. Daarnaast sprak 1 persoon (of: 8,33%) het Roetheens als moedertaal. 
De grootste religie was de Grieks-Katholieke Kerk: 6 van de 12 inwoners was lid van deze kerk, oftewel 50%. Daarnaast werden er 3 aanhangers van de Rooms-Katholieke Kerk (25%) geregistreerd, 2 personen zonder religie (16,7%) en 1 persoon was lid van de Oosters-orthodoxe kerken (8,33%). In 2011 was 75% (6 van de 8 inwoners) van de bevolking lid van de Grieks-Katholieke Kerk, terwijl de Rooms-Katholieke en de Oosters-Orthodoxe kerk elk 1 aanhanger hadden (12,5%).
| Religie                  | 1991   | 1991  | 2001   | 2001  | 2011   | 2011  | 2021   | 2021  |
| Religie                  | Aantal | %     | Aantal | %     | Aantal | %     | Aantal | %     |
| ------------------------ | ------ | ----- | ------ | ----- | ------ | ----- | ------ | ----- |
| Rooms-Katholieke Kerk    | 1      | 6,67  | -      | -     | 1      | 12,50 | 3      | 25,00 |
| Grieks-Katholieke Kerk   | 11     | 73,33 | 6      | 85,71 | 6      | 75,00 | 6      | 50,00 |
| Oosters-orthodoxe kerken | -      | -     | 1      | 14,29 | 1      | 12,50 | 1      | 8,33  |
| Geen religie             | -      | -     | -      | -     | -      | -     | 2      | 16,67 |
| Geen antwoord            | 3      | 20,00 | -      | -     | -      | -     | -      | -     |
| Totaal                   | 15     | 15    | 7      | 7     | 8      | 8     | 12     | 12    |

Belejovce · Beňadikovce · Bodružal · Cernina · Cigla · Dlhoňa · Dobroslava · Dubová · Dukovce · Fijaš · Giraltovce · Havranec · Hrabovčík · Hunkovce · Jurkova Voľa · Kalnište · Kapišová · Kečkovce · Kobylnice · Korejovce · Kračúnovce · Krajná Bystrá · Krajná Poľana · Krajná Porúbka · Krajné Čierno · Kružlová · Kuková · Kurimka · Ladomirová · Lúčka · Lužany pri Topli · Matovce · Medvedie · Mestisko · Mičakovce · Miroľa · Mlynárovce · Nižná Jedľová · Nižná Pisaná · Nižný Komárnik · Nižný Mirošov · Nižný Orlík · Nová Polianka · Okrúhle · Príkra · Pstriná · Radoma · Rakovčík · Rovné · Roztoky · Soboš · Stročín · Svidnička · Svidník · Šarbov · Šarišský Štiavnik · Šemetkovce · Štefurov · Vagrinec · Valkovce · Vápeník · Vyšná Jedľová · Vyšná Pisaná · Vyšný Komárnik · Vyšný Mirošov · Vyšný Orlík · Železník · Želmanovce